# Poprád (település)
Poprád (szlovákul Poprad, németül Deutschendorf) város Szlovákiában, az Eperjesi kerület Poprádi járásának székhelye. A Magas-Tátra kapuja és egyik idegenforgalmi központja.

## Nevének eredete
A város a rajta keresztülfolyó Poprád folyóról kapta a nevét.

## Fekvése

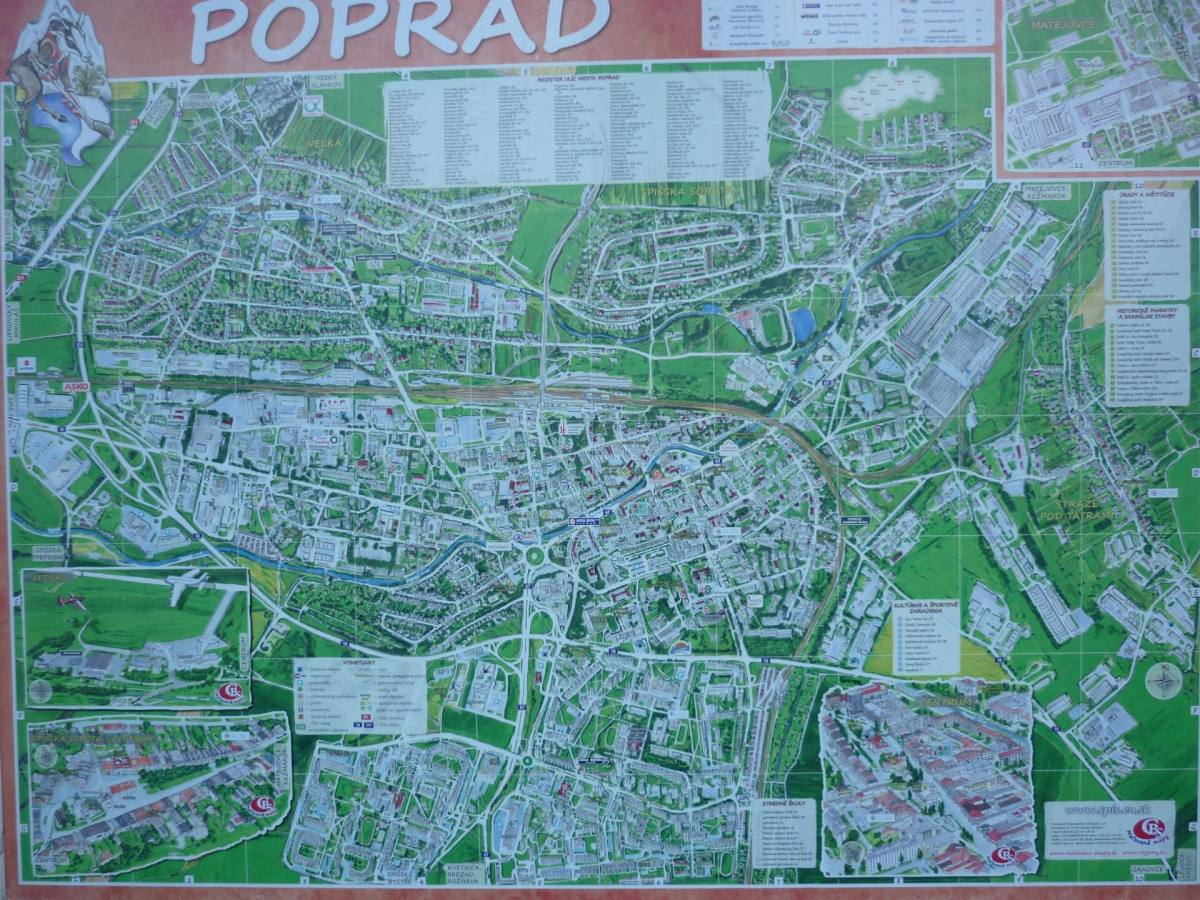
Poprád térképe

Késmárktól 15 km-re délnyugatra, a Poprádi-medence délnyugati részén, a Poprád folyó mellett, annak egy nagy kanyarulatában fekszik.

## Története

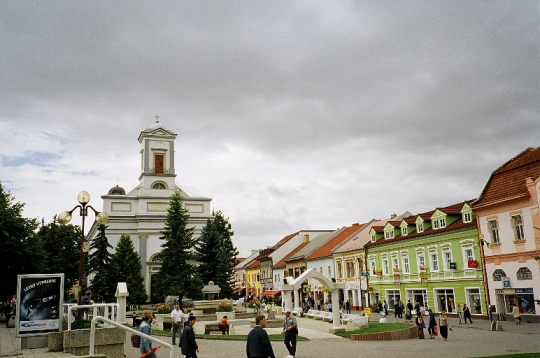
A Szent Egyed tér

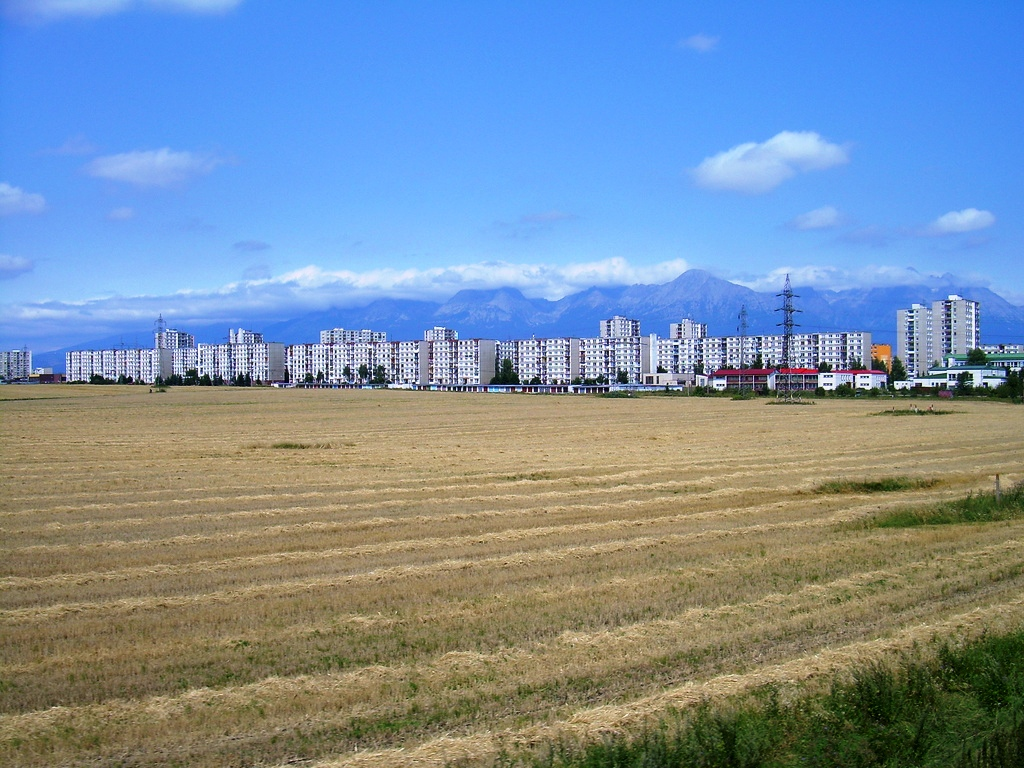
A város látképe

Már az őskorban lakott hely volt, a tatárjárás előtt jobbára szlávok lakták.
A város a tatárjárás után indult lassú fejlődésnek, amikor IV. Béla németeket telepített ide. Oklevélben először 1244-ben említik „villa Theutonicalis” néven, mai nevén pedig 1256-ban „Poprad” néven. 1300-ban „Popprat”, 1310-ben „Villa Tedescha”, 1328-ban „Teutschendorff”, 1346-ban „Popradzaza” 1412-ben „Dewchendorff” néven említik. Főként mezőgazdasági jellegű település volt, mely lentermesztésével, lenvásznaival és kitűnő káposztájával szerzett magának hírnevet. 1412-ben Zsigmond ezt a telepítést is elzálogosította 12 másik szepesi várossal együtt. A 16. században határában rézércet bányásztak, bányája a 18. századig működött. Papírgyárát 1692-ben alapították, kiváló minőségű papírt állítottak itt elő. Csak a 18. században indult nagyobb fejlődésnek vásári jogának elismerése és a kézművesség fejlődése – különösen a rézművesség – révén. Ekkor már vásártartási joga is volt. 1772-ben visszakerült Magyarországhoz és a 16 szepesi városhoz tartozott.
A 18. század végén Vályi András így ír róla: „POPRÁD, vagy Poprádháza, Deutsendorf. Szepes Vármegyében, egygy a’ 16 Szepességi Városok közzűl, földes Ura a’ Kir. Kamara, lakosai katolikusok, ’s másfélék is, fekszik Poprádvize mellett igen szép helyen; minekelőtte 1718-dikban el nem égett, sokkal gazdagabb Város vala. Tornyán ezek olvastathatnak: IVnIVs apposIte posVIt fVnDaMIna tVrrIs prospere; at aVgVstVs ContInVaVIt opVs. Ispotállya is van. Poprád-vize gyakran meg szokta önteni legelőjit, ’s ollykor Gömör Vármegyében is kárt szokott szerezni, más javai ugyan meglehetősek, második osztálybéli.”
Fényes Elek 1851-ben kiadott geográfiai szótárában így ír a városról: „Poprád, Deutschendorf, Szepes vgyében, vagyonos szepesi város a Poprád jobb partján, ut. p. Késmárkhoz délre 1 1/2 mfdnyire egy rónaságon: 425 kath., 745 evang. német lak., kik gyolcsot szőnek, pálinkát főznek, s hires rézmüvesek. Kath. és evang. anyatemplom. Kőhid a Poprádon. Vendégfogadó. Liszt- és papiros-malom. Elég erdő. Sok és jó káposzta. – A XVI szepesi városokhoz tartozik.”
Egymás után alapították üzemeit: 1856-ban például sörfőzdéje nyílt. 1870-ben a Kassa–Oderbergi Vasút egyik fontos állomása lett, jelentősége ekkor nőtt meg. 1876-ban gabonaraktár épült. A 19. század végére fejlett iparváros lett. 1904-ben alapították azt a lakatosműhelyt, melyből később kifejlődött a Tátrai Vagongyár. 1907-ben pénzintézet, 1908-ban villanytelep és konzervgyár épült, valamint ekkor alapították a Tátrai villanyvasutat is. Ekkor épültek ki a Tátra turistaútjai. Lakói közül sokan a növekvő turizmusból éltek, fiákeresek, fuvarozók voltak. 1913-ban alapították önsegélyező egyletét.
A trianoni diktátumig Szepes vármegye Szepesszombati járásához tartozott rendezett tanácsú városként.
1945-ben a poprádi Kárpát Múzeum anyagaiból a Magyarországi Kárpát-egyesület iratanyagát és könyvtárának nagy részét megsemmisítették. 1945 után lakossága megtízszereződött, részben a hozzácsatolt Szepesszombat, Felka, majd az 1960-ban csatlakozott Strázsa és az 1974-ben csatlakozott Mateóc lakosságának, részben az iparfejlesztésnek és a nagy lakótelepek felépítésének köszönhetően.

## Népessége
| Év:            | 1994.  | 2004.   | 2014.   | 2024.   |
| -------------- | ------ | ------- | ------- | ------- |
| Emberek száma: | 54 803 | 55 404  | 52 316  | 48 352  |
| Eltérés:       |        | +1,09 % | -5,57 % | -7,57 % |

| Év:            | 2023.  | 2024.   |
| -------------- | ------ | ------- |
| Emberek száma: | 48 741 | 48 352  |
| Eltérés:       |        | -0,79 % |

1910-ben 2283-an lakták, ebből 818 német, 758 szlovák és 689 magyar anyanyelvű.
1921-ben 2881 lakosából 1263 csehszlovák, 1002 német, 249 magyar, 127 zsidó és 232 állampolgárság nélküli volt. Mateócon 400 csehszlovák és 20 magyar, Szepesszombaton 484 csehszlovák és 21 magyar, Strázsán 348 csehszlovák és 1 magyar, Felkán 1115 csehszlovák és 36 magyar élt.
1930-ban 4029 lakosából 2200 csehszlovák, 1052 német, 268 zsidó, 153 magyar és 346 állampolgárság nélküli volt. Ebből 2417 római katolikus, 763 evangélikus, 618 izraelita, 72 görög katolikus, 27 református és 132 egyéb vallású volt. Mateócon 332 csehszlovák és 16 magyar, Szepesszombaton 1277 csehszlovák és 14 magyar, Strázsán 509 csehszlovák és 3 magyar, Felkán 1872 csehszlovák és 43 magyar élt.
1991-ben 52 914 lakosából 50 484 szlovák és 138 magyar volt.
2001-ben 56 157 lakosából 52 868 szlovák és 131 magyar volt.
2011-ben 52 862 lakosából 43 020 fő szlovák és 91 magyar volt.
2021-ben 49 855 lakosából 46 166 (+270) szlovák, 326 cseh, 205 (+535) cigány, 121 (+361) ruszin, 101 (+39) magyar (0,2%), 73 ukrán, 58 lengyel, 56 vietnami, 41 német, 32 orosz, 26 kínai, 12 olasz, 11 morva, 9 albán, 8 zsidó, 6 horvát, 6 kanadai, 6 szerb, 6 angol, 4 bolgár, 3 román, 2 francia, 1 osztrák, 1 sziléziai, 1 koreai, 1 török, 1 ír, 73 egyéb, 2499 ismeretlen nemzetiségű.

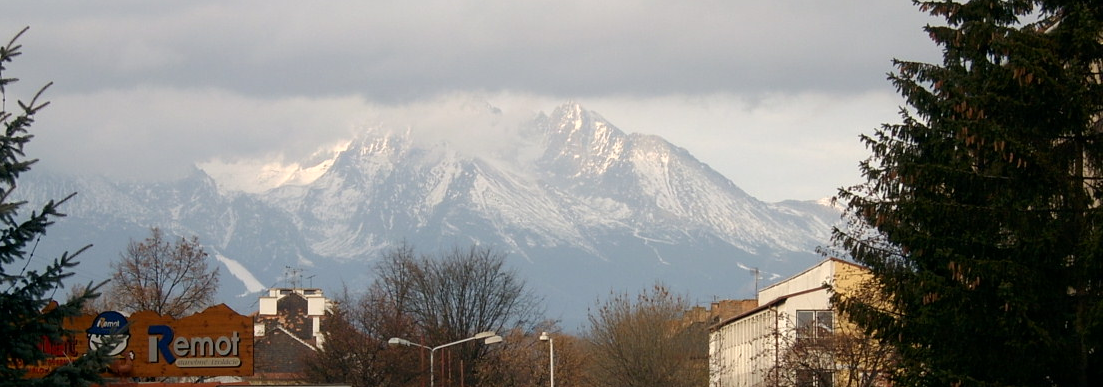
A Magas-Tátra Poprád felől

## Nevezetességei
- Szent Egyed temploma 13. századi eredetű, a 15. században gótikus stílusban átalakított épület, korabeli freskókkal (érdekesség, hogy a freskókon Szent László király is jól felismerhető). A harangtorony 1685-ben épült reneszánsz stílusban.
- A Mária-oszlop 1834-ben készült barokk stílusban.
- Evangélikus temploma 1829–34-ből származik, klasszicista stílusú.
- Hétfájdalmú Szűzanya temploma az 1940-es évek elején épült.
- A Tátra Múzeumban – amelyet 1886-ban a Magyarországi Kárpát-egyesület alapított – a Tátra természetrajzi és néprajzi gyűjteménye látható. A múzeum előtt található a Magyarországi Kárpát-egyesület (MKE) választmányi tagjának, a Tátra Múzeum egyik alapítójának és mecénásának, Husz Dávidnak (1813–1889) emlékműve.
- A Városháza a 18-19. században épült klasszicista stílusban.
- Zsinagógája 1830-ban épült, klasszicista épület.
- Délre a hegyipark környezetében van Virágvölgy (Kvetnica) gyógy- és üdülőtelep. Az első épületeket a Magyarországi Kárpát-egyesület emeltette 1875-ben az egykori városi erdészlak környékén. Mai legnagyobb épülete 1932-ben épült fel.

## Híres személyek

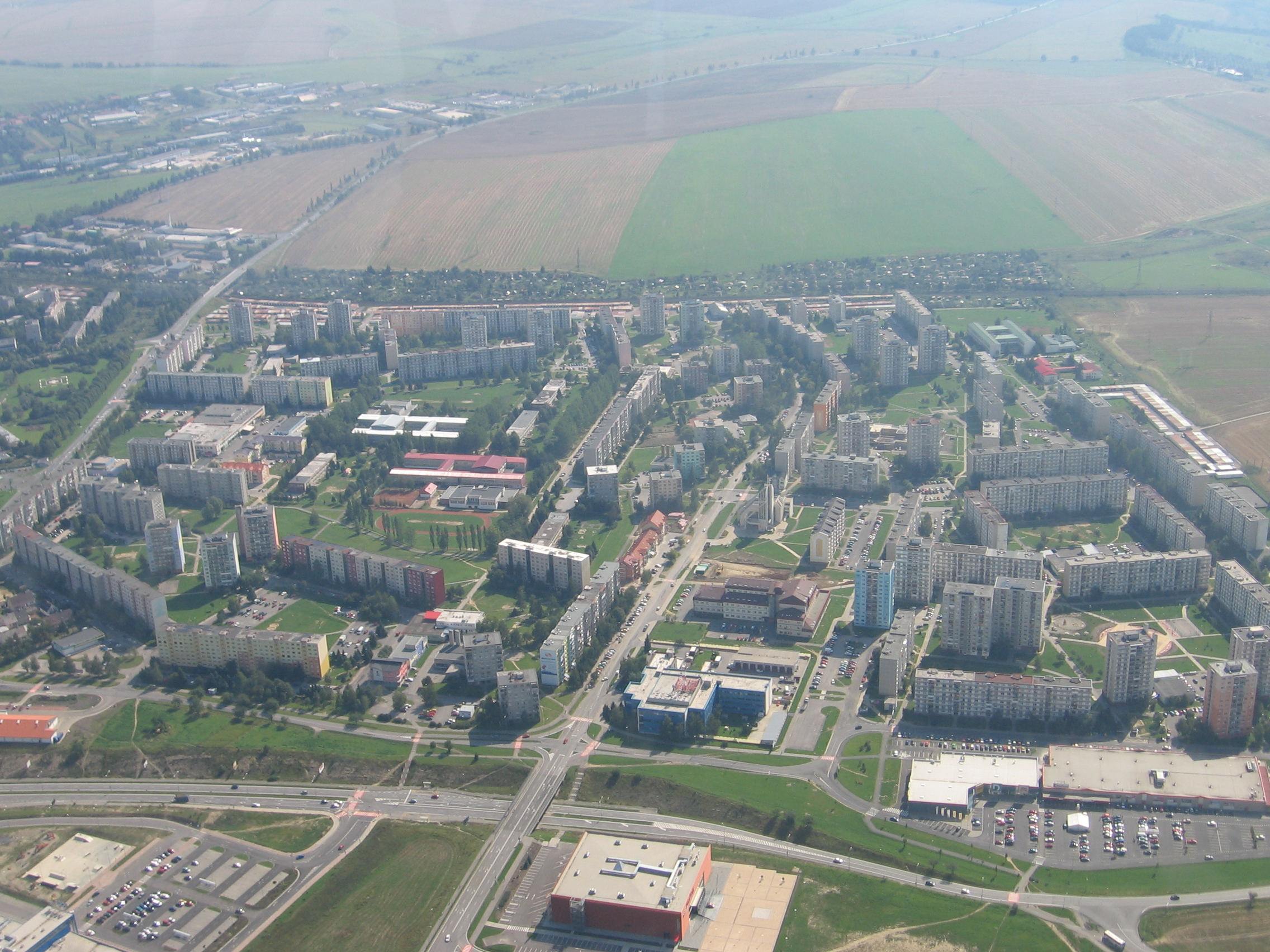
A Déli lakótelep

- Innét származott Fabinus Lukács tanár.
- Innét származott Fabinus János evangélikus lelkész.
- Szepesszombaton született a 17. században Andreas Thann katolikussá lett evangélikus lelkész, természettudományi író.
- Itt született 1745-ben Bogsch János méhész, kertészeti szakíró, evangélikus tanár.
- Szepesszombaton született 1755-ben Dercsényi János királyi tanácsos, több megyék táblabírája.
- Itt született 1776-ban Jakob Glatz evangélikus lelkész.
- Itt született 1782-ben Jakob Melzer evangélikus lelkész, etnográfus, író, költő, történész.
- Itt született 1790-ben Lenhardt Sámuel réz- és acélmetsző.
- Itt született 1791-ben Fabriczy Sámuel ügyvéd, a MTA levelező tagja, evangélikus egyházkerületi felügyelő.
- Mateócon született Martin Ludwig Theisz (1799-1832) evangélikus lelkész.
- Itt született 1800-ban Fabriczy János megyei főmérnök.
- Itt született 1823-ban Alexy Károly szobrászművész.
- Itt született 1835-ben Wéber Samu (1835-1908) evangélikus főesperes-lelkész.
- Itt született 1843-ban Weber Rudolf (1843-1915) evangélikus főgimnáziumi tanár, Wéber Samu testvéröccse.
- Itt született 1870-ben Krompecher Ödön magyar orvos, patológus, egyetemi tanár.
- Itt született 1881-ben Schimkó János (1881-1918) amerikai magyar katolikus pap.
- Itt született 1886-ban Hankó Béla magyar zoológus, ichthiológus, természettudományi szakíró.
- Itt született 1897-ben Bartha Béla katolikus lelkipásztor, a Demokrata Néppárt listavezetője.
- Itt született 1897-ben Rolkó József magyar színész, rendező.
- Itt született 1910-ben Kiss László (Leslie Kish) amerikai magyar statisztikus, a mintavételi eljárások módszertani fejlesztője, az MTA tagja.
- Szepesszombaton született 1912-ben Székely Tibor utazó.
- Itt született 1915-ben Barta György geofizikus, egyetemi tanár, akadémikus.
- Itt született 1963-ban Miroslav Lajčák szlovák diplomata, politikus.
- Itt született 1963-ban Andrej Kiska Szlovákia 4. köztársasági elnöke.
- Itt született 1964-ben Pavol Rankov író.
- Itt született 1983-ban Daniela Hantuchová szlovák hivatásos teniszező.
- Szepesszombaton hunyt el 1792-ben Augustini (ab Hortis) Sámuel német evangélikus lelkész, botanikus, ásványgyűjtő, a magyarországi cigánykutatás egyik úttörője.
- Itt hunyt el 1830-ban Fabriczy András evangélikus lelkész.
- Szepesszombaton hunyt el 1933-ban Guhr Mihály orvos, sportember.

## Testvérvárosok
- Szarvas, Magyarország (1980)
- Ústí nad Orlicí
- Zakopane
- Omiš

## Lásd még
- Felka
- Mateóc
- Strázsa
- Szepesszombat